# Troll (Internet)
Về bài luận Wikipedia về troll, xem Wikipedia:Troll là gì?

Một tấm biển có nghĩa Đừng cho con troll ăn

 Một con Internet troll, hay đơn giản là troll trong tiếng lóng Internet, là kẻ đăng các thông điệp gây tranh cãi tại một cộng đồng trực tuyến, chẳng hạn diễn đàn thảo luận trực tuyến, với mục đích gài bẫy để những người dùng khác xúc động hay bị kích động và phản ứng lại với mục đích giải trí hoặc có động cơ khác.
Cả danh từ và dạng động từ của "troll" đều được liên kết với tương tác Internet. Tuy nhiên, từ này cũng đã được sử dụng rộng rãi hơn. Sự chú ý của truyền thông trong những năm gần đây đã đánh đồng sự troll với quấy rối trực tuyến. Ví dụ, các phương tiện truyền thông đại chúng đã sử dụng "troll" có nghĩa là "một người phỉ báng các trang web Internet với mục đích gây đau buồn cho các gia đình". Ngoài ra, các mô tả về troll đã được đưa vào các tác phẩm hư cấu phổ biến, chẳng hạn như chương trình truyền hình HBO The Newsroom, trong đó một nhân vật chính gặp phải những kẻ quấy rối trực tuyến và cố gắng xâm nhập vào đời sống xã hội của họ bằng cách đăng các bình luận tình dục tiêu cực.
Nguyên gốc, từ troll trong tiếng Anh có nghĩa người khổng lồ độc ác; hoặc trong thần thoại Bắc Âu là chú lùn ranh mãnh. Trong truyện cổ tích Anh-Mỹ, con troll thường sống dưới gầm cầu, và thường nhảy ra đòi ăn thịt người qua đường.